# Nickisha Pryce
Nickisha Pryce (Parrocchia di Saint Mary, 7 marzo 2001) è una velocista giamaicana, ha vinto la medaglia di bronzo ai Mondiali 2023 nella staffetta 4×400 metri.

## Record nazionali
Senior
- 400 m piani: 48"57 ( Londra, 20 luglio 2024)

## Progressione

### 400 metri piani
| Stagione | Misura   | Luogo     | Data      | Rank. Mond. |
| -------- | -------- | --------- | --------- | ----------- |
| 2024     | 48"57    | Londra    | 20-7-2024 |             |
| 2023     | 50"21    | Kingston  | 9-7-2023  |             |
| 2022     | 53"68(i) | Pittsburg | 5-3-2022  |             |
| 2021     | 53"38(i) | Pittsburg | 6-3-2021  |             |
| 2020     | 54"46    | Kingston  | 6-3-2020  |             |
| 2019     | 53"35    | Kingston  | 30-3-2019 |             |
| 2018     | 53"50    | Kingston  | 24-3-2018 |             |
| 2017     | 55"42    | Kingston  | 29-3-2017 |             |

## Palmarès
| Anno | Manifestazione  | Sede     | Evento      | Risultato  | Prestazione | Note        |
| ---- | --------------- | -------- | ----------- | ---------- | ----------- | ----------- |
| 2023 | Mondiali        | Budapest | 400 m piani | Semifinale | 51"24       | [ 1 ] [ 2 ] |
| 2023 | Mondiali        | Budapest | 4x400 m     | Argento    | 3'20"88     | [ 3 ]       |
| 2024 | Giochi olimpici | Parigi   | 400 m piani | Semifinale | 50"77       |             |

## Campionati nazionali
- 2 volte campionessa nazionale giamaicana dei 400 metri piani (2023, 2024)

2023
- Oro ai campionati giamaicani (Kingston), 400 metri piani - 50"21 [4]

2024
- Oro ai campionati giamaicani (Kingston), 400 metri piani - 50"01

## Altre competizioni internazionali
2019
- Oro ai CARIFTA Games U18 ( George Town), staffetta 4x400 m - 3'36"76

2024
- Oro al London Athletics Meet ( Londra), 400 m piani - 48"57

2025
- Bronzo all'Herculis ( Monaco), 400 m piani - 49"63